# Hong Kong (stacja MTR)
Hong Kong – stacja systemu szybkiej kolei miejskiej MTR w Hongkongu. Hong Kong jest wschodnią stacją końcową linii Airport Express i Tung Chung Line. Znajduje się pomiędzy ulicami Man Cheung i Harbor View, w dzielnicy Central and Western, pod International Finance Centre. Została otwarta w 1998 roku.
Stacja jest połączona dwoma tunelami ze stacją Central. Przejście pomiędzy tymi dwoma stacjami zajmuje około 3–6 minut, tunele zostały wyposażone w ruchome chodniki. Stacja i wszystkie budynki wokół zostały zaprojektowane przez Arup Associates, we współpracy z dwiema firmami Ove Arup & Partners i Meinhardt.
Na stacji znajdują się stanowiska check-in dla podróżnych udających się na port lotniczy w Hongkongu. Odjeżdża także stąd trzy darmowe autobusy, które zatrzymują się przy głównych hotelach w okolicach Central i Wan Chai.

## Układ stacji
Mimo że do obsługi pociągów na linii Airport Express zostały wybudowane dwie platformy na drugim poziomie, w użytku obecnie jest tylko platforma 1. Zaraz po wyjściu przez bramki ze stacji znajdują się miejsca postojowe dla taksówek oraz dla darmowego autobusu, który pasażerów do najważniejszych hoteli w okolicy. Platformy do obsługi pociągów na Tung Chung Line są zlokalizowana na czwartym poziomie pod ziemią, pasażerowie, aby przesiąść się pomiędzy dwoma liniami muszą pokonać dwa poziomy. W 2007 roku MTR zainstalowało dwa punkty samoobsługowe (pierwsze w Hongkongu). Maszyny posiadają możliwość wideokonferencji z obsługą. Ze stacji bezpośrednio można wyjść do International Finance Centre.
Na stacji Hong Kong pociągi kursują w godzinach od około 5:50 do północy.